# Ådholms Långgrund
Ådholms Långgrund är en ö i Finland. Den ligger i Finska viken och i kommunen Esbo i den ekonomiska regionen  Helsingfors i landskapet Nyland, i den södra delen av landet. Ön ligger nära Helsingfors.
Öns area är 2 hektar och dess största längd är 460 meter i sydöst-nordvästlig riktning. Närmaste större samhälle är Helsingfors, 7,0 km nordost om Ådholms Långgrund.